# Zapasy na Letnich Igrzyskach Olimpijskich 1972 – kategoria powyżej 100 kg w stylu wolnym
Zmagania mężczyzn powyżej 100 kg to jedna z dziesięciu męskich konkurencji w zapasach w stylu wolnym rozgrywanych podczas Letnich Igrzysk Olimpijskich 1972. Pojedynki w tej kategorii wagowej odbyły się w dniach 27 – 31 sierpnia.

## Zasady[1]
Punktacja opierała się na systemie "złych punktów karnych". Zwycięzca otrzymywał zero punktów za wygraną przez "tusz" (łopatki) lub dyskwalifikację; pół punktu za przewagę techniczną, a jeden za zwycięstwo na punkty. Dwa punkty przyznawano za remis, a dwa i pół za remis i pasywność. Za porażkę na punkty zawodnik otrzymywał trzy punkty. Przegrana przez przewagę techniczną skutkowała 3,5 punktami karnymi, a za łopatki lub dyskwalifikację przyznawano 4 punkty karne. Uzyskanie sześciu lub więcej punktów eliminowało zapaśnika z turnieju. Najlepsza trójka walczyła w rundzie finałowej.

## Klasyfikacja[2]
| Pozycja | Nazwisko               | Kraj              |
| ------- | ---------------------- | ----------------- |
| 1       | Aleksandr Miedwied     | ZSRR              |
| 2       | Osman Duralijew        | Bułgaria          |
| 3       | Chris Taylor           | Stany Zjednoczone |
| 4       | Moslem Eskandar Filabi | Iran              |
| 5       | Wilfried Dietrich      | RFN               |
| 6       | Peter Germer           | NRD               |
| 7       | Ștefan Stîngu          | Rumunia           |
| 8       | Stanisław Makowiecki   | Polska            |
| 9       | Yorihide Isogai        | Japonia           |
|         | Gıyasettin Yılmaz      | Turcja            |
| 11      | Miguel Zambrano        | Peru              |
| 12      | István Maróthy         | Węgry             |
|         | Oldřich Vlasák         | Czechosłowacja    |

## Wyniki

### Pierwsza runda[3]
| Zwycięzca              | Punkty karne | Wynik     | Przegrany       | Punkty karne |
| ---------------------- | ------------ | --------- | --------------- | ------------ |
| Stanisław Makowiecki   | 1            | Na punkty | Yorihide Isogai | 3            |
| Moslem Eskandar Filabi | 0,5          | Przewaga  | Miguel Zambrano | 3,5          |
| Aleksandr Miedwied     | 1            | Na punkty | Chris Taylor    | 3            |
| Gıyasettin Yılmaz      | 0            | Łopatki   | Oldřich Vlasák  | 4            |
| Wilfried Dietrich      | 0            | Łopatki   | István Maróthy  | 4            |
| Osman Duralijew        | 1            | Na punkty | Peter Germer    | 3            |
| Ștefan Stîngu          | 0            | Bez walki |                 |              |

### Druga runda[4]
| Zwycięzca          | Punkty karne | Wynik     | Przegrany              | Punkty karne |
| ------------------ | ------------ | --------- | ---------------------- | ------------ |
| Ștefan Stîngu      | 2,5          | Remis     | Stanisław Makowiecki   | 3,5          |
| Yorihide Isogai    | 4            | Na punkty | Miguel Zambrano        | 6,5          |
| Chris Taylor       | 4            | Na punkty | Moslem Eskandar Filabi | 3,5          |
| Aleksandr Miedwied | 1            | Łopatki   | Gıyasettin Yılmaz      | 4            |
| Wilfried Dietrich  | 0            | Łopatki   | Oldřich Vlasák         | 8            |
| Osman Duralijew    | 1            | Łopatki   | István Maróthy         | 8            |
| Peter Germer       | 3            |           |                        |              |

### Trzecia runda[5]
| Zwycięzca              | Punkty karne | Wynik     | Przegrany            | Punkty karne |
| ---------------------- | ------------ | --------- | -------------------- | ------------ |
| Peter Germer           | 4            | Na punkty | Ștefan Stîngu        | 5,5          |
| Moslem Eskandar Filabi | 3,5          | Łopatki   | Stanisław Makowiecki | 7,5          |
| Chris Taylor           | 4            | Łopatki   | Yorihide Isogai      | 8            |
| Aleksandr Miedwied     | 2            | Na punkty | Wilfried Dietrich    | 3            |
| Osman Duralijew        | 1            | Łopatki   | Gıyasettin Yılmaz    | 8            |

### Czwarta runda[6]
| Zwycięzca              | Punkty karne | Wynik     | Przegrany         | Punkty karne |
| ---------------------- | ------------ | --------- | ----------------- | ------------ |
| Moslem Eskandar Filabi | 4,5          | Na punkty | Peter Germer      | 7            |
| Aleksandr Miedwied     | 2            | Łopatki   | Ștefan Stîngu     | 9,5          |
| Chris Taylor           | 5            | Na punkty | Wilfried Dietrich | 6            |
| Osman Duralijew        | 1            | Bez walki |                   |              |

### Piąta runda[7]
| Zwycięzca          | Punkty karne | Wynik     | Przegrany              | Punkty karne |
| ------------------ | ------------ | --------- | ---------------------- | ------------ |
| Chris Taylor       | 6            | Na punkty | Osman Duralijew        | 4            |
| Aleksandr Miedwied | 2            | Łopatki   | Moslem Eskandar Filabi | 8,5          |

### Finał[8]
| Zwycięzca          | Punkty karne | Wynik     | Przegrany       | Punkty karne |
| ------------------ | ------------ | --------- | --------------- | ------------ |
| Aleksandr Miedwied | 3            | Na punkty | Osman Duralijew | 7            |